# Betton
Betton é uma comuna francesa na região administrativa da Bretanha, no departamento de Ille-et-Vilaine. Estende-se por uma área de 26.73 km². Em 2010 a comuna tinha 12 221 habitantes (densidade: 457,2 hab./km²).